# La Inolvidable
La Inolvidable es una telenovela venezolana en el año 1996 producida y transmitida por RCTV y firmada por Humberto "Kiko" Olivieri.
Está protagonizada por Christianne Gout y Rafael Romero, con las actuaciones estelares de Flor Núñez y Herminia Martínez, y con la participación antagónica de Eduardo Serrano e Indira Leal.

## Sinopsis
La trama se suscita a principios del siglo XX; bajo un período de dictadura gomecista en Venezuela, la historia se inicia cuando dos hermanos de origen francés se dedicaban a filmar los hábitos alimenticios de aves exóticas y sin quererlos son testigos de un doble crimen y del nacimiento de un niño. Este niño que viene al mundo en tan penosas circunstancias es Simón Leal, que es un joven apuesto que regresa al pueblo, años después trabajando dentro de una especie de circo, como el escapista. Famoso a nivel mundial, es soñador, alegre y atrevido que vive tentando a la muerte; no conoce lo turbio que envuelve su nacimiento y que fue tomado bajo una cámara de cine, siendo el asesino de sus padres: Maximiliano Montero, quien ocupa un gran cargo dentro del poder político en el pueblo y resulta ser el padre del amor de su vida. María Teresa Montero; joven bella, y adinerada de la zona, tiene ideas liberales y sueña con la maravilla de ese entonces, el cine, hasta el punto de que ella y su hermano realizan un filme de época. Cabe recordar la escena principal donde se conocen los protagonistas en el primer capítulo cuando ambos se esconden de sus perseguidores dentro de un mueble, especie de guardarropas y ambos se preguntan: "Él a ella: ¿Quién eres?... Ella responde:... Una loca que huye de la vida, ¿y tú?... Él dice:... Un imbécil que huye de la muerte..." donde nace esta historia para recordar... La Inolvidable.

## Elenco
- Cristianne Gout - María Teresa Montero Sánchez
- Rafael Romero - Simón Leal / Oscar Enrique Michelena
- Flor Núñez - Jacinta Leal
- Eduardo Serrano - Coronel Maximiliano Montero
- Herminia Martínez (+) - Mercedes Concepción Sánchez de Montero
- Amalia Pérez Díaz (+) - Leonor Enriqueta Calcaño
- Félix Loreto - Francisco de Paula Calcaño
- Daniela Alvarado - Virginia Margarita Calcaño Pachano
- Juan Carlos Alarcón - Juan Vicente Montero Sánchez
- Alberto Alifa - Astolfo Aristizábal
- Dad Dáger - Azucena
- Pedro Durán - Macabeo Carratú
- Guillermo Ferrán (+) - Jean Paul Fabré
- Fernando Flores (+) - Gumersindo
- Juan Frankis (+) - Celso Rafael Calcaño
- Freddy Galavís (+) - Aldo Luciano Poggiolli
- María Luisa Lamata (+) - Natividad
- Indira Leal - Sagrario Montero Sánchez de Aristizábal
- Esperanza Magaz (+) - La Abadesa
- Julio Mujica - Argimiro Briceño
- Jeannette Lehr - Dolorita Molinar
- Manuelita Zelwer - Sor Patrocinio
- Martha Pabón - Micaela Pachano de Calcaño
- Freddy Salazar (+) - Dr. Montilla
- Tania Sarabia - Manuela Enriqueta "Memela" Calcaño
- Engelbert Rosero - Gitano
- Luis Alberto de Mozos - Maurice Fabré
- Diana Volpe - Consuelo "Conchita" Michelena de Calcaño
- Rolando Padilla - Capitán Marco Aurelio Calcaño Pachano
- Roque Valero - Funes
- Reinaldo Lancaster (+) -
- Juan Carlos Lárez - Juancho
- Laura Altieri - Carmelina
- Luis Betancourt - Rondón
- Argenis Pérez
- Héctor Rodríguez
- Francisco (Paco) Ginot - Fígaro
- Winda Pierralt
- Johanna Morales
- Eduardo Gadea Pérez
- Reinaldo José Pérez
- Ricardo Bianchi -

- Datos: Q5410106